# Pennisetum
Genre
Classification phylogénétique

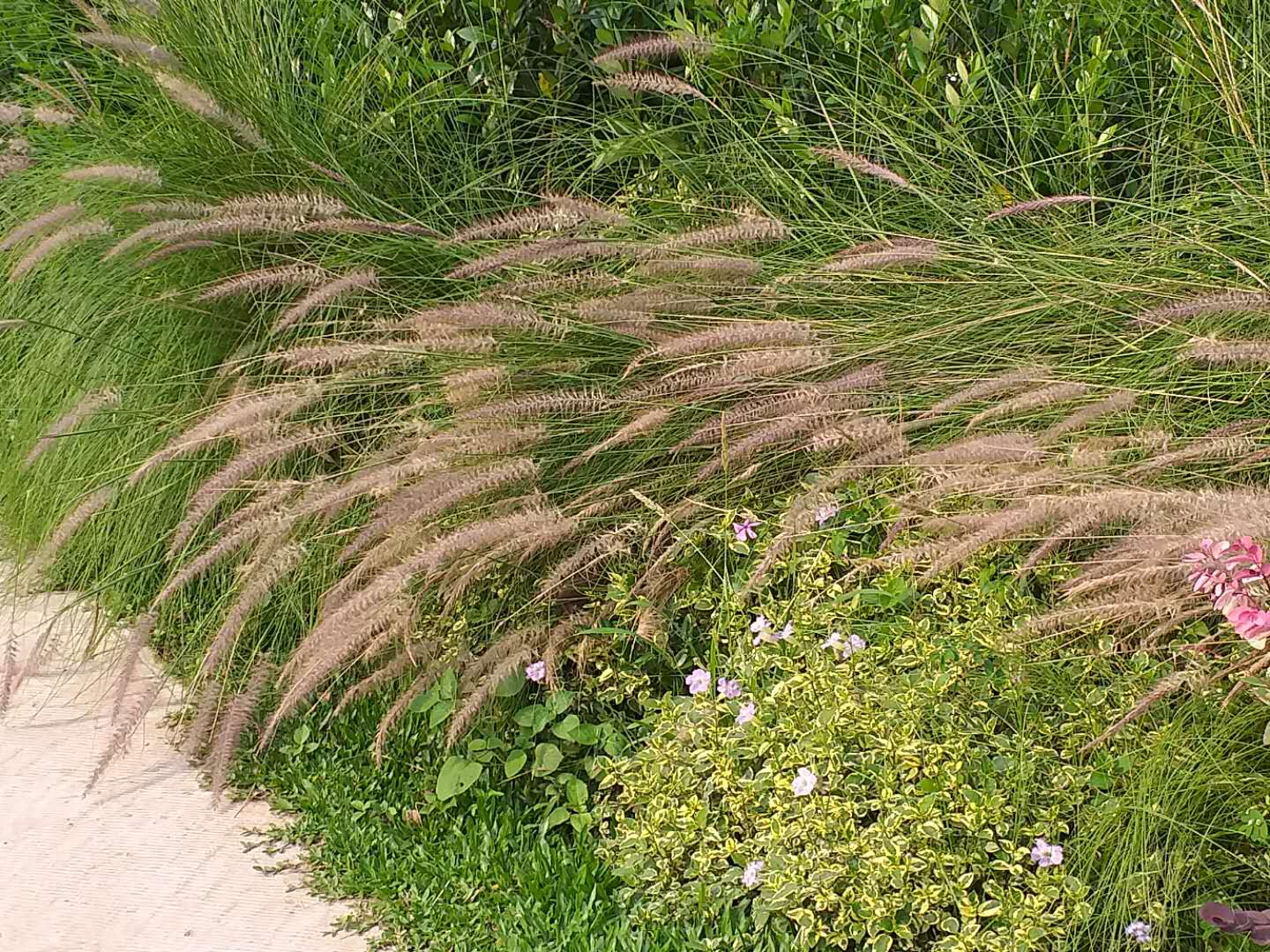
Pennisetum alopecuroides

Pennisetum est un genre de plus de 80 espèces de plantes de la famille des Poaceae (Graminées).
On en tire des produits alimentaires tels que le millet perle ou des herbes décoratives vivaces, telles que le kikuyu.
Certains des espèces sont appelées « herbe à éléphant », notamment Pennisetum purpureum.

## Liste d'espèces
- Pennisetum alopecuroides (L.) Spreng. [syn. Pennisetum compressum R.Br.]
- Pennisetum bambusiforme (E.Fourn.) Hemsl. ex B.D.Jacks.
- Pennisetum basedowii Summerh. & C.E.Hubb.
- Pennisetum caffrum Leeke
- Pennisetum chilense (E.Desv.) B.D.Jacks. ex R.E.Fr.
- Pennisetum clandestinum Hochst. ex Chiov. - Plus connu sous le nom de kikuyu
- Pennisetum complanatum (Nees) Hemsl.
- Pennisetum distachyum (E.Fourn.) Rupr. ex Chase
- Pennisetum divisum (Forssk. ex J.F.Gmel.) Henrard
- Pennisetum durum Beal
- Pennisetum flaccidum Griseb.
- Pennisetum frutescens Leeke
- Pennisetum glaucum (L.) R.Br. - Millet perle
- Pennisetum hohenackeri Hochst. ex Steud.
- Pennisetum hordeoides (Lam.) Steud.
- Pennisetum lanatum Klotzsch
- Pennisetum latifolium Spreng.
- Pennisetum longistylum Hochst. ex A.Rich.
- Pennisetum macrostachys (Brongn.) Trin.
- Pennisetum macrourum Trin.
- Pennisetum massaicum Stapf
- Pennisetum mezianum Leeke
- Pennisetum natalense Stapf
- Pennisetum nervosum (Nees) Trin.
- Pennisetum nodiflorum Franch.
- Pennisetum occidentale Chase
- Pennisetum orientale Rich.
- Pennisetum pedicellatum Trin.
- Pennisetum petiolare (Hochst.) Chiov.
- Pennisetum polystachion (L.) Schult.
- Pennisetum purpureum Schumach.
- Pennisetum ramosum (Hochst.) Schweinf. & Asch.
- Pennisetum schweinfurthii Pilg.
- Pennisetum setaceum (Forssk.) Chiov.
- Pennisetum setosum (Sw.) Rich.
- Pennisetum sieberianum (Schltdl.) Stapf & C.E.Hubb.
- Pennisetum sphacelatum (Nees) T.Durand & Schinz (syn. Pennisetum schimperi Steud. ex A.Rich.)
- Pennisetum squamulatum Fresen.
- Pennisetum stramineum Peter
- Pennisetum subangustum (Schumach.) Stapf & C.E.Hubb.
- Pennisetum thunbergii Kunth
- Pennisetum trachyphyllum Pilg.
- Pennisetum unisetum (Nees) Benth.
- Pennisetum villosum R.Br. ex Fresen.
- Pennisetum violaceum (Lam.) Rich.